# Alice, Countess of Athlone

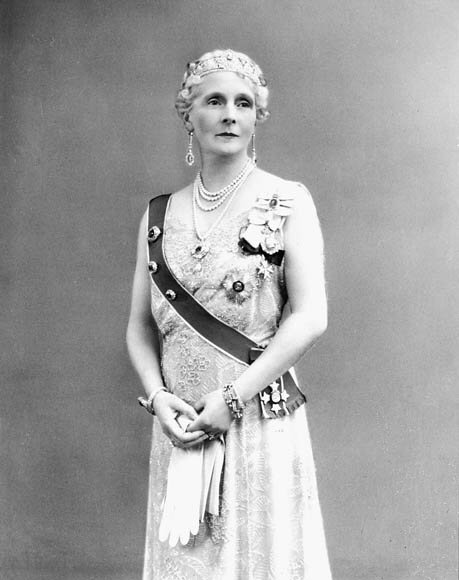
Alice, Countess of Athlone

Prinzessin Alice, Countess of Athlone VA (geborene Prinzessin Alice Mary Victoria Augusta Pauline of Albany) (* 25. Februar 1883 in Windsor Castle, Windsor; † 3. Januar 1981 im Kensington Palace, London) war ein Mitglied der britischen Königsfamilie. Sie war das am längsten lebende Enkelkind Königin Victorias.

## Leben

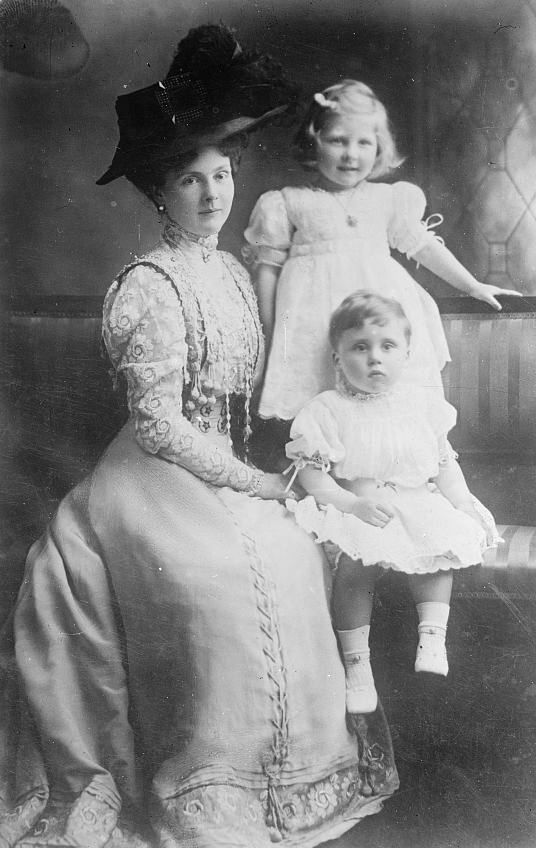
Alice, Countess of Athlone mit ihren Kindern May und Rupert

Alice wurde am 25. Februar 1883 auf Windsor Castle als ältestes Kind von Leopold Georg, Herzog von Albany, dem jüngsten Sohn von Königin Victoria, und seiner Frau Helene von Waldeck-Pyrmont geboren. Sie hatte nur einen Bruder, Carl Eduard, der später Herzog von Sachsen-Coburg und Gotha wurde. Als Enkelkind eines britischen Monarchen in männlicher Linie war sie eine Prinzessin des Vereinigten Königreichs von Großbritannien und Irland und führte die Anrede „Her Royal Highness“ („Ihre königliche Hoheit“). Zu ihren Taufpaten gehörten neben ihrer Großmutter Königin Victoria die Deutsche Kaiserin Augusta und König Wilhelm III. der Niederlande.
Am 10. Februar 1904 heiratete Alice Prinz Alexander von Teck (1874–1957), den Bruder der zukünftigen Königin Mary, der Ehefrau von Alice’ Cousin, dem zukünftigen König Georg V. Von ihrem Vater hatte sie die Erbkrankheit Hämophilie geerbt, trug die Krankheitsmerkmale jedoch nur rezessiv. Als Konduktorin dieser Krankheit vererbte sie diese an ihren Sohn. Das Ehepaar hatte drei Kinder:
- Lady May Helen Emma Cambridge (23. Januar 1906 bis 29. Mai 1994), verheiratete Lady Abel Smith,
- Rupert Alexander George Cambridge, Viscount Trematon (24. August 1907 bis 15. April 1928),
- Maurice Francis George (29. März 1910 bis 14. September 1910).

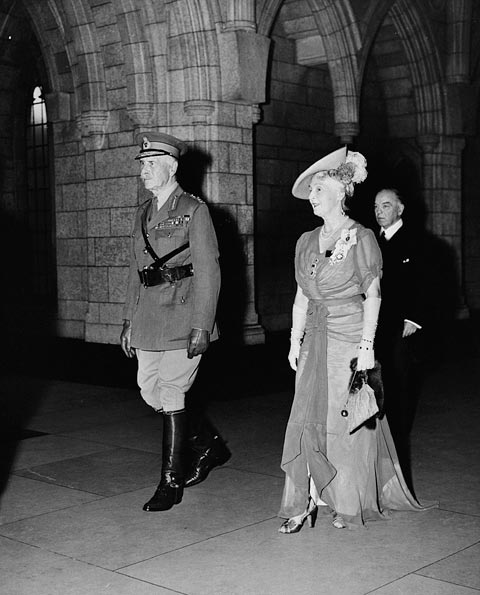
Earl und Countess of Athlone mit Premierminister Mackenzie King

Auf Anordnung von König Georg V. verloren alle Mitglieder der britischen Königsfamilie im Jahre 1917 ihre deutschen Adelstitel. Dies galt auch für den Ehemann von Alice, dem der König den Titel Earl of Athlone verlieh. Seit dieser Zeit wurde sie als Her Royal Highness Alice, Countess of Athlone bezeichnet.
Alice nahm vielfältige Repräsentationsaufgaben für den jeweiligen König wahr. Sie ging 1924 mit ihrem Mann nach Südafrika, wo dieser bis 1931 als Generalgouverneur der Südafrikanischen Union amtierte. Von 1940 bis 1946, als ihr Mann Generalgouverneur von Kanada war, lebte das Ehepaar in Ottawa. Insbesondere während des Zweiten Weltkriegs übernahm Prinzessin Alice verschiedene Ehrenämter im Zusammenhang mit dem Einsatz weiblicher Hilfskräfte in den Streitkräften.
1950 wurde Alice erste Kanzlerin der neu gegründeten University of the West Indies.
Alexander, 1. Earl of Athlone, starb 1957 in London. Prinzessin Alice lebte bis zu ihrem Tode im Jahre 1981 im Kensington Palace. Sie starb im Alter von 97 Jahren und 312 Tagen; bis dahin war kein Abkömmling eines britischen Monarchen älter als sie geworden. Seit 19. April 2019 hielt Prinz Philip, ebenfalls ein Nachkomme von Queen Victoria, diesen Rekord. Zum Zeitpunkt ihres Todes war sie die letzte lebende Trägerin des Royal Order of Victoria and Albert. Sie wurde im Royal Burial Ground von Frogmore (Windsor) beerdigt.

## Titel, Orden und Wappen

Wappen von Prinzessin Alice

### Titel und Anreden
- 1883–1904: Her Royal Highness Princess Alice of Albany
- 1904–1917: Her Royal Highness Princess Alexander of Teck
- 1917: Her Royal Highness Princess Alice, Lady Cambridge
- 1917–1981: Her Royal Highness Princess Alice of Albany, Countess of Athlone

### Orden
- GCVO: Dame Grand Cross of the Royal Victorian Order,
- GBE: Dame Grand Cross of the British Empire,
- VA: Lady of the Order of Victoria and Albert,
- Königlicher Familienorden König Eduards VII.,
- Königlicher Familienorden König Georgs V.,
- Königlicher Familienorden König Georgs VI.,
- Königlicher Familienorden Königin Elisabeths II.

### Wappen
Als eine Enkelin von Königin Victoria in männlicher Linie war Prinzessin Alice berechtigt, das Wappen des Vereinigten Königreichs zu führen. Wie bei Frauen üblich, war es nicht als Schild, sondern als Raute („Damenschild“) ausgestaltet. Bis 1917 führte sie das Wappen von Sachsen als Mittelschild.

## Trivia
- Prinzessin Alice war eine der Patinnen von Königin Beatrix der Niederlande.
- Sie starb als letztes Enkelkind von Königin Victoria fast 115 Jahre, nachdem das erste Enkelkind Sigismund von Preußen (1864–1866) gestorben war.
- Alices jüngster Sohn, Prinz Maurice, starb 1910 während eines Besuches bei Alices Bruder, Herzog Carl Eduard von Sachsen-Coburg und Gotha, in Gotha im Alter von nur knapp sechs Monaten. Der Urenkel Königin Victorias fand seine letzte Ruhestätte auf der Begräbnisinsel des großen Teiches im Gothaer Schlosspark.